# Михајло Мика Марковић
Михајло-Мика Марковић (Крагујевац, 1847 — Београд, 1911) био је лекар, ратни хирург, санитетски пуковник, дугогодишњи начелник санитета српске војске, управних Моравске сталне болнице у Нишу(1880-1885), оснивач Пастеровог завода у Нишу, реформатор војног Санитета српске војске.

## Живот
Михајло-Мика Марковић рођен је 1847. у Крагујевцу где је завршио основну школу и гимназију. По завршеном основном школовању одлази за Београд где се уписао на Технички факултет Велике школе у Београду. Након прве године студија Михајловић је добио стипендију за студије медицине у Бечу. Напушта Београд и одлази у Беч где 1872. завршава студије медицине. По повратку у Србију био је распоређен на службу у Горњем Милановцу, као физикус Округа рудничког.
У Првом српско-турском рату 1876. Михајло-Мика Марковић је учествовао као резервни санитетски официр у саставу Рудничке бригаде.
У Другом српско-турском рату 1877 — 1878. Марковић је постављен на дужност шефа трупних лекара Шумадијске дивизије, а нешто касније за команданта Корпусног санитетског одељења.
Јуна месеца 1879. Марковић прихвата позив војске и у чину капетана прве класе обављао је прво дужност референта Санитета Моравског кора, а касније и начелника Санитета Моравске дивизије.
Априла месеца 1880. унапређен је у чин мајора, и исте године постављен је за Управника Војне болнице у Нишу и на тој дужности остаје до почетка Српско-бугарског рата 1885.
У Српско-бугарском рату 1885 — 1886. Михајло-Мика Марковић је обављао дужност начелника Санитета Моравске дивизије, начелника Санитета Нишавске војске, све до дужности заступника начелника санитета Врховне команде српске војске.
| „ | Као ратни хирург само у Српско-бугарском рату (у коме је било 24.000 рањеника) Марковић је сам збринуо 7.000 рањеника, а у преко 100 операција извадио је 600 разних зрна из хируршки збринутих рана. Први је у лечењу рана употребио антисептичка средства јодоформ прах и јодоформ завој. | ” |

У периоду 1886-1903. (пуних седамнаест година, уз врло кратке прекиде 1893. и 1901, најдуже од свих начелника до тада, а и касније) Марковић обавља дужности начелника Санитетског одељења Министарства војног, на предлог академика др Владана Ђорђевића, који је сматрао да је је Марковић идеална личност за његовог заменика.
Од 1892. до 1894. Марковић је истовремено обављао дужност управника Војне болнице у Београду и председника Војносанитетског комитета. У два наврата 1901. именован је у Државни савет Краљевине Србије.
Објавио је и више књига међу којима су значајна дела „Ратна санитетска служба“ и „Моје успомене“. Тако је поред Змај Јове, Лазе К. Лазаревића и Владана Ђорђевића био четврти српски лекар који је у 19. веку поред скалпела држао и перо.
Умро је у Београду 1911. године оставивши за собом бесмртна дела.

## Дела
Као учесник у три рата која је Србија водила у другој половини 19. века Михајло-Мика Марковић је знао, као челни човек (пуних седамнаест година), да се војни санитет српске војске мора изградити на сасвим другим основама од оних на којима је био пре његовог доласка на ову дужност, и припреми за евентуалне будуће ратове. Зато је у том свом настојању Марковић својим сарадницима и претпостављенима, често знао да каже:
| „ | ... да није посао начелника санитета да пише расписе о сунчаници и оморњачи, ... и да му нација и историја не би опростила многе животе због неприпремљености санитета за будуће ратове... | ” |

Вођен овим размишљањима као и великим ентузијазмом, искуством лекара практичара и ратног хирурга, Михајло-Мика Марковић ће бити запамћен не само као веом успешан руководилац и реформатор војног санитета већ и као изузетно доследан, способан и упоран човек да изузетно добре идеје и савремене трендове у развоју војне медицине спроведе кроз реформу војног санитета српске војске;
- Његовом заслугом формирано је првих пет хируrшких одељења у дивизијским болницама у Београду (1889), Нишу (1897), Крагујевцу (1899) и Ваљеву и Зајечару (1901).
- Уведен је 1899. испит за чин санитетског мајора у коме су доминирале теме из хирургије и епидемилогије.[3]
- Да број војних лекара за време свог службовања повећа са 20 на 60, и оснује специјалистичку службу по највишим стандардима.
- Написао је прву стручну књигу 1876, Ратна санитетска служба
- Марковић је покренуо и бројне активности за све квалитетније и бројније школовање и усавршавање војносанитетског кадра у иностранству и Србији.
- Организује велики број курсева и течајева за усавршавање болничара и средњемедицинског кадра.
- Опрема санитет савременом опремом и формира складишта са апотекарским и санитетским материјалом за нормално функционисање војног санитета у мирнодопским и ратним условима.[6]
- Михајло-Мика Марковић је дао и значајан допринос (више него сви начелници пре њега) и развоју превентивне медицине у српском војном санитету. На његову иницијативу и уз свесрдну помоћ, основан је у Србији и на Балкану, први Пастеров завод у Нишу 7. јуна 1900, и о његовом значају говорио је: „Сваки странац који у Србију дође сасвим другојаче о њој ће мислити кад види да она има и свој Пастеров завод и завод за справљање анималне лимфе”.[7]
- Од 56 лекара на школовање из превентивне медицине у иностранство Марковић је упутио 5, што је импозантна цифра у односу на број лекара у српској војсци итд.[3]

## Признања
За свој рад Михајло-Мика Марковић, добија већи број признања, која је он као јако скроман човек нерадо примао. Једном приликом када је одбио да прими награду, упућен му је пакет скупоцених хируршких инструмената са писмом у коме је писало:
| „ | Михајлу Марковићу од Омфрија Сендвика, који се диви вештини, енергији и хуманости, којима се одликовао овај млади српски доктор у рату. | ” |

Међу бројним признањима која су пуковнику др Михајлу-Мики Марковићу додељена за његов дугогодишњи рад у Војци Србије свакако су најважнија;
- Златна колајна за храброст
- Две сребрне медаље за храброст.
- Орден Белог орла четвртог степена
- Орден Милоша Великог петог степена.
- Споменица Милоша Великог.
- Таковски крст другог и Таковски крст петог реда, као и још седам других одликовања.
- Спомен биста (слика десно) др Михајла-Мике Марковића, испред зграде Пастеровог завода у Нишу данас Музеја здравства у Нишу, (откривена септембра 2010. на 110 годишњицу од оснивања Пастеровог завода данас Института за јавно здравље Ниш)[4]